# لندن (کنتاکی)
لندن (به انگلیسی: London) شهری در ایالت کنتاکی کشور ایالات متحده آمریکا است که جمعیت آن در سرشماری سال ۲۰۱۰ میلادی، ۱۰٬۰۰۳ نفر بوده‌است.